# اینخنیو
اینخنیو (به اسپانیایی: Ingenio) یک دهستان در اسپانیا است که در گران کاناریا واقع شده‌است. اینخنیو ۳۸٫۱۵ کیلومتر مربع مساحت و ۲۹٬۹۷۸ نفر جمعیت دارد و ۵۵۸ متر بالاتر از سطح دریا واقع شده‌است.